# Casino Mardi Gras
El Casino Mardi Gras (en inglés: Mardi Gras Casino) es una instalación de casino y de carreras de perros ubicada en Hallandale Beach, en el estado de Florida, al sur de Estados Unidos. Lo que es ahora el Casino Mardi Gras abrió sus puertas como el Kennel Club de Hollywood el 1 de diciembre de 1934, tres años después Florida legalizó las apuestas. Una tribuna se añadió en 1940, En 1974, la planta fue reabierta como Hollywood Greyhound Track. Un amplio proyecto de renovación en 2006 añadió aproximadamente 1,100 máquinas tragamonedas y una sala de póquer a la pista de carreras, que pasó a llamarse Mardi Gras Casino.